# Axel Holst
Axel Holst, född 6 september 1860 i Kristiania (nuvarande Oslo), död där 26 april 1931, var en norsk läkare. Han var sonson till Frederik Holst och bror till Clara Holst.
Holst blev student 1878 och medicine kandidat 1884, vann 1887 guldmedalj för prisavhandlingen Om mikroorganismernes forhold til suppurative processer, blev 1892 medicine doktor på avhandlingen Nye forsøg med kjædekokker for mennesklige affektioner och blev 1893 professor i hygien vid Kristiania universitet, där han även var rektor 1919-21. Som medlem av Kristiania sundhetskommission genomdrev han en rad praktiska reformer.